# Wojna zastępcza

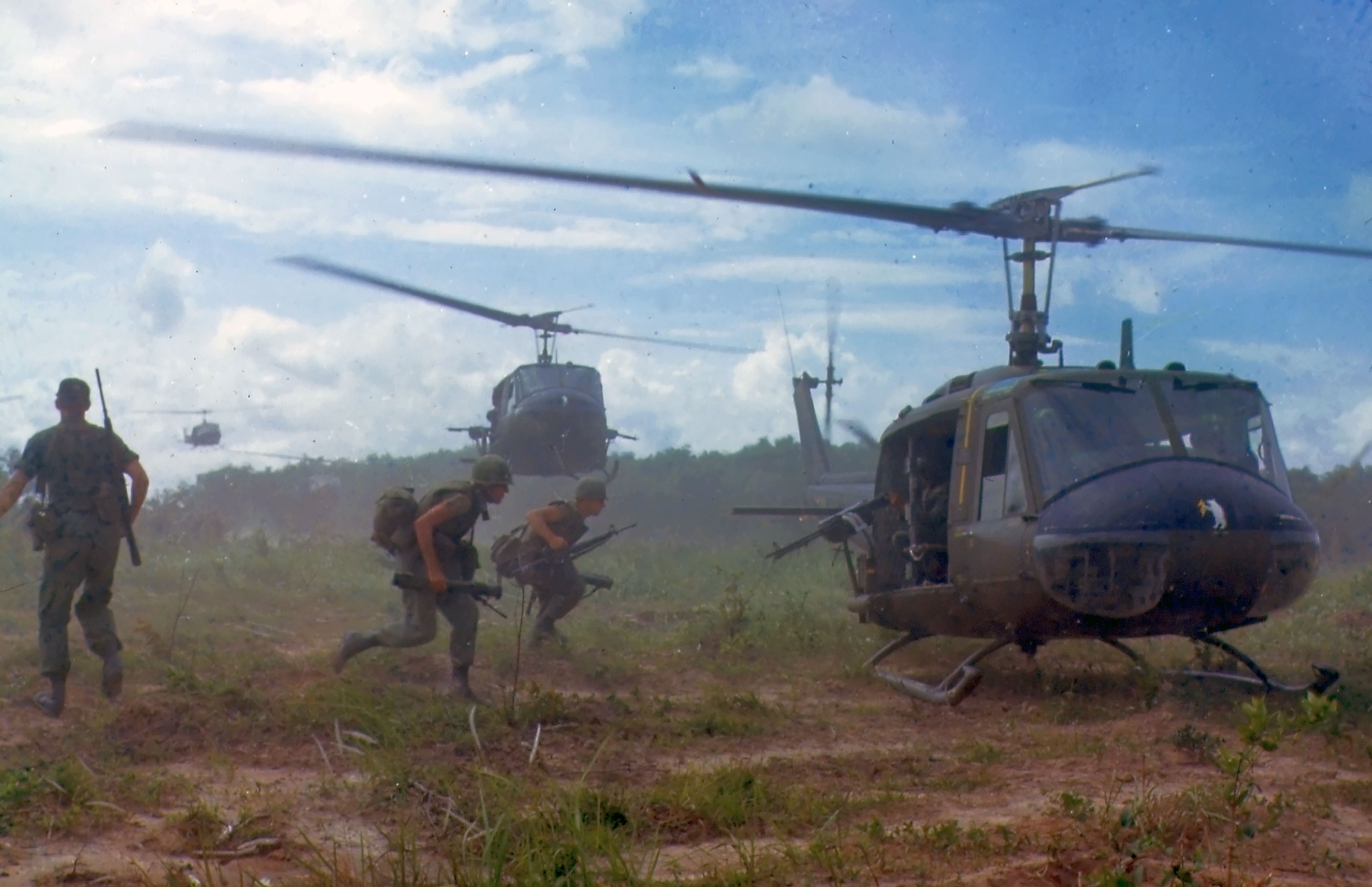
Wojna zastępcza, helikoptery UH-1D w trakcie wojny wietnamskiej

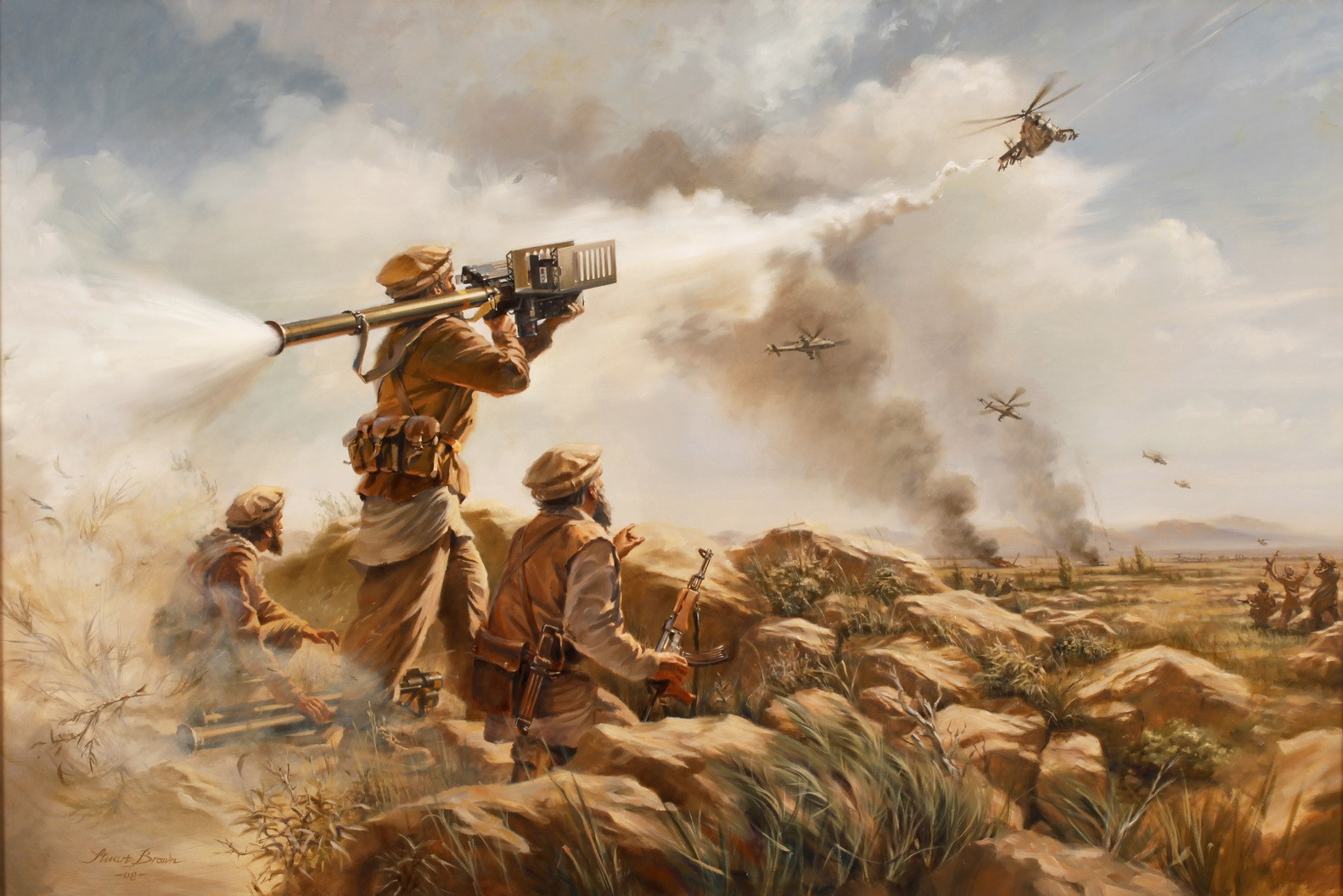
Wojna zastępcza, afgańscy mudżahedini z amerykańskim zestawem rakietowym Stinger w trakcie radzieckiej interwencji w Afganistanie

Wojna zastępcza (ang. proxy war) lub wojna przez pośrednika – rodzaj wojny, w której dwa lub więcej znajdujących się w konflikcie państw rozstrzyga spór nie za pomocą starć militarnych prowadzonych bezpośrednio na własnym terytorium, ale zastępczo za pomocą działań na terenie państwa trzeciego, a więc na terenie zewnętrznym, zastępczym.
Przykład: „zimna wojna” w której mocarstwa zachodnie: Stany Zjednoczone i ich sprzymierzeńcy z jednej strony oraz Związek Radziecki i jego sprzymierzeńcy po drugiej stronie, swój spór o różnice ideologiczne rozstrzygali na terenie państw trzecich. Efektem było między innymi przekształcenie stref okupacyjnych Niemiec na dwie strony jednego konfliktu: podziału ideologicznego Europy na dwie strefy wpływu.

## Istota wojen zastępczych
Wojny zastępcze są rozumiane jako wojny pośrednie, to znaczy takie, w których w żadnym wypadku nie dochodzi do bezpośredniego starcia między żołnierzami obu mocarstw, stojących za stronami konfliktu. Nie powinno jednak budzić wątpliwości, że nieoficjalnie jak najbardziej się zdarzają. W ten sposób uwidaczniają się różne formy wojen zastępczych, które ogólnie dzieli się na dwie kategorie:
- forma pośrednia: wojska w krajach trzecich (zastępczych) są wspierane jedynie sprzętowo, finansowo lub inaczej; nie dochodzi jednak do żadnej oficjalnej, bezpośredniej ingerencji;
- forma bezpośrednia: żołnierze mocarstwa stojącego za jedną ze stron konfliktu biorą aktywnie, bezpośrednio i oficjalnie udział w militarnej ingerencji w działania wojenne.